# Odontophrynus cultripes
Odontophrynus cultripes is een kikker uit de familie Odontophrynidae. De wetenschappelijke naam van de soort werd in 1862 gepubliceerd door Johannes Theodor Reinhardt en Christian Frederik Lütken. Het is de typesoort van het geslacht Odontophrynus.

## Verspreiding
De soort komt voor van Minas Gerais tot Goiás en Rio Grande do Sul in Brazilië.
Macrogenioglottus · 
Odontophrynus · 
Proceratophrys